# Jacques Godron
Jacques Godron est un écrivain français.

## Œuvres
- Airs d’exil - 1944 - Prix Caroline Jouffroy-Renault de l’Académie française
- Visages et pays  - 1947 - Prix Paul Labbé-Vauquelin de l’Académie française